# IC 3413
IC 3413 ist eine elliptische Zwerggalaxie vom Hubble-Typ dE4 im Sternbild Jungfrau am Nordsternhimmel. Sie ist schätzungsweise 57 Millionen Lichtjahre von der Milchstraße entfernt und hat einen Durchmesser von etwa 15.000 Lichtjahren. Die Galaxie ist unter der Katalognummer VCC 1183 als Mitglied des Virgo-Galaxienhaufens gelistet.

Im selben Himmelsareal befinden sich u. a. die Galaxien NGC 4452, IC 3418, IC 3431, IC 3437.
Das Objekt wurde am 7. September 1900 von Arnold Schwassmann entdeckt.